# Vyborgskij rajon (San Pietroburgo)
Il Vyborgskij rajon (in russo Выборгский район?) è uno dei rajon in cui è suddivisa la città federale di San Pietroburgo, in Russia.

## Storia
Il nome del distretto deriva dalla città-castello di Vyborg (in russo Выборг - trascrizione dallo svedese "Viborg") dopo che quest'ultima era stata conquistata da Pietro il Grande all'inizio del XVIII secolo. Questa zona nord occidentale di San Pietroburgo era la più vicina a Vyborg e ad essa collegata da numerose strade.
Questa parte della città, divisa longitudinalmente nel XX secolo tra i distretti Vyborgski e Kalininskiy, è storicamente riconosciuta come una delle maggiori zone industriali della città, data l'alta concentrazione di fabbriche, stabilimenti, uffici e caseggiati popolari destinati agli operai.

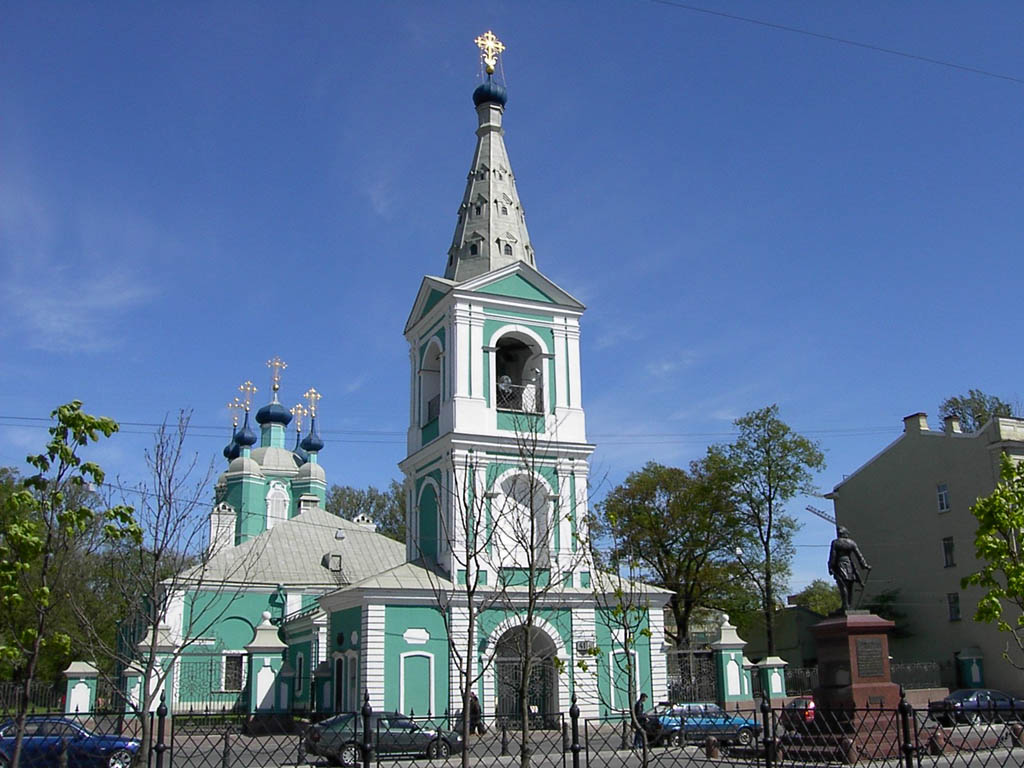
La Cattedrale di San Sansone

Il distretto di Vyborgski ha mantenuto una memoria tangibile della Grande guerra del Nord. Il giorno della decisiva battaglia di Poltava (27 giugno 1709) svoltasi a sud (in quella che ora è l'Ucraina), nella quale i russi riportarono la maggior vittoria della guerra contro gli svedesi, è ricordato attraverso il giorno della festa di San Sansone ospitaliere, e in suo onore venne eretta una grande cattedrale sulla strada per Vyborg. Completata durante il regno di Anna I di Russia, la Sampsoniyevskiy Sobor (Cattedrale di San Sansone) è ora adibita a museo. Essa rimpiazzò una preesistente chiesa in legno, la cui costruzione era iniziata nel 1709 su ordine dello zar, e consacrata l'anno seguente. Di fronte all'edificio vi è la statua di Pietro il Grande opera di Mark Antokolsky, tolta dal regime sovietico durante gli anni del comunismo e ricollocata nel suo luogo originario all'inizio del XXI secolo.

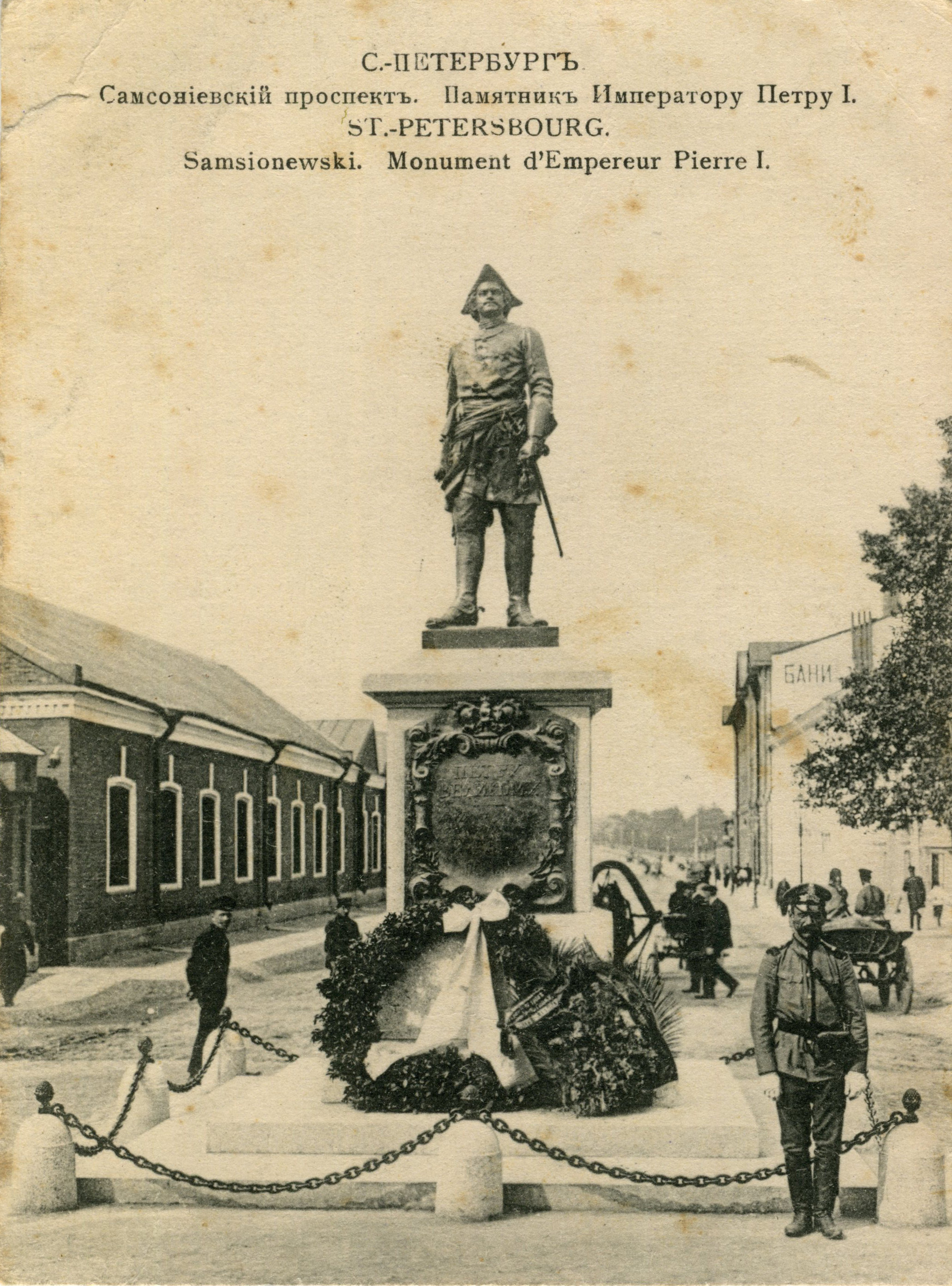
Monumento a Pietro il Grande.

La zona retrostante la chiesa fu il primo cimitero ufficiale della città, essendo lontana dal centro cittadino. Sebbene il posto sia subordinato alla chiesa ortodossa russa, il nome di Sansone ospitaliere consentì che la zona fosse una sorta di "rifugio" per le sepolture di stranieri di altre fedi provenienti dall'occidente che aiutarono Pietro il Grande a disegnare e costruire la città, come Domenico Trezzini, Jean-Baptiste Alexandre Le Blond e Carlo Bartolomeo Rastrelli. Le tombe sono ormai quasi del tutto scomparse attraverso i secoli, e gran parte del cimitero è stato convertito in giardino pubblico. La cattedrale di san Sansone dà il nome alla vicina Sampsonievskij Prospèkt, principale arteria del rione di Vyborg.
Durante il periodo della rivoluzione di febbraio, data la popolazione quasi interamente formata dalla classe operaia, il distretto di Vyborg fu uno dei primi a sollevarsi contro il governo zarista e a formare un soviet costituito principalmente da Bolscevichi. Da notare che all'epoca nella zona era presente il maggiore arsenale militare della città. Dopo la rivoluzione gli edifici abbandonati furono abitati da lavoratori comuni. Il 12 luglio 1922 al quartiere di Vyborg fu annessa la zona Porokhovskaya. Il 9 aprile 1936 venne annesso al Vyborgskij anche il rione Krasnogvardejskij.